# Fédération internationale des traducteurs
Pour les articles homonymes, voir FIT.

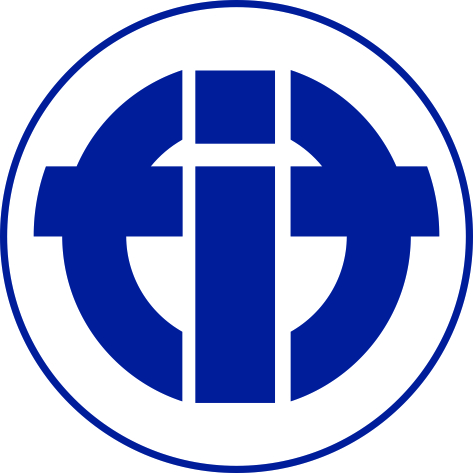
Logo de la Fédération Internationale des Traducteurs (FIT)

La Fédération internationale des traducteurs (FIT ou International Federation of Translators en anglais) a été fondée à Paris en 1953 par Pierre-François Caillé. Elle fédère des associations de traducteurs du monde entier et célèbre la journée mondiale de la traduction.
En 1963, réunie en Congrès à Dubrovnik, elle a adopté une Charte du traducteur, un texte destiné à guider le traducteur dans l'exercice de sa profession (le texte a été modifié à Oslo le 9 juillet 1994).

## Statut
- Organisation non gouvernementale en partenariat officiel avec l’UNESCO[1]

## Organisations membres

### Afrique
- Egyptian Translators Association  Égypte
- National Association of Translators and Interpreters of Ethiopia - NATIE  Éthiopie
- Association de Traducteurs et Interprètes Professionnels du Congo (ATIPCO)  République démocratique du Congo
- South African Translators' Institute  Afrique du Sud

### Asie
- Centre for Translation of Hong Kong Baptist University  Hong Kong
- Federation of Translators and Interpreters of Macau  Macao
- Hong Kong Translation Society Ltd  Hong Kong
- Science and Technology Translators' Association of the Chinese Academy of Sciences  Chine
- Translators' Association of China  Chine
- Indian Translators Association  Inde
- Association of Indonesian Translators  Indonésie
- Association of Iranian Translators and Interpreters  Iran
- Iraqi Translators' Association  Irak
- Japan Association of Translators  Japon
- Japan Society of Translators (JST)  Japon
- Japan Translation Federation  Japon
- The Japan Association for Interpreting  Japon
- Jordanian Translators' Association  Jordanie
- Association des Anciens de l'ETIB - Université Saint-Joseph  Liban
- École de Traducteurs et d'Interprètes de Beyrouth (ETIB)  Liban
- Université de Balamand  Liban
- Malaysian Translators Association  Malaisie
- Korean Society of Translators  Corée du Nord
- The Korea Association of Translation Studies  Corée du Sud

### Europe
- Assoziierte Dolmetscher und Übersetzer in Norddeutschland e. V.  Allemagne
- ATICOM e.V., Fachverband der Berufsübersetzer und Berufsdolmetscher e.V.  Allemagne
- Bundesverband der Dolmetscher und Übersetzer e. V.  Allemagne
- Euro-Schulen Organisation  Allemagne
- Verband der Übersetzer und Dolmetscher e. V.  Allemagne
- Verband deutschsprachiger Übersetzer literarischer und wissenschaftlicher Werke  Allemagne
- Österreichischer Übersetzer-und Dolmetscherverband "Universitas"  Autriche
- Österreichischer Verband der Gerichtsdolmetscher  Autriche
- IG Übersetzerinnen Übersetzer (Austrian Literary Translators’ Association)  Autriche
- Belgische Kamer van Vertalers, Tolken en Filologen  Belgique
- Conférence Internationale Permanente d'Instituts Universitaires de Traducteurs et d'Interprètes  Belgique
- École d'interprètes internationaux de l'Université de Mons-Hainaut  Belgique
- Hogeschool Gent  Belgique
- Institut libre Marie Haps  Belgique
- Institut Supérieur de Traducteurs et Interprètes  Belgique
- Bulgarian Translators' Union  Bulgarie
- Pancyprian Union of Graduate Translators and Interpreters  Chypre
- Hrvatsko Društvo Znanstvenih i Tehnickih Prevoditelja  Croatie
- Dansk Translatørforbund  Danemark
- The Union of Communication and Language Professionals  Danemark
- Translatørforeningen - The Association of Danish Authorized Translators  Danemark
- APTOS - Slovenská Spolo nost Prekladatel'ov Odbornej Literatury  Slovénie
- Drustvo Znanstvenih in Tehniskih Prevajalcev Slovenije  Slovénie
- Asociación de Traductores, Correctores e Intérpretes en Lengua Vasca (EIZIE)  Espagne
- Asociación Española de Traductores, Correctores e Intérpretes (Asetrad)  Espagne
- Suomen kääntäjien ja tulkkien liitto  Finlande
- Association des anciens élèves de l'ESIT  France
- École supérieure d'interprètes et de traducteurs (ESIT)  France
- Institut de management et de communication interculturels (ISIT)  France
- Société française des traducteurs (SFT)  France
- Union nationale des experts traducteurs-interprètes près les cours d'appel  France
- Panhellenic Association of Translators  Grèce
- Société hellénique des traducteurs de littérature  Grèce
- Irish Translators' & Interpreters' Association  Irlande
- Associazione Italiana Traduttori ed Interpreti  Italie
- Lithuanian Association of Literary Translators  Lituanie
- Høgskolen i Agder  Norvège
- Norsk Faglitteraer Forfatter- og Oversetterforening  Norvège
- Norsk Oversetterforening  Norvège
- Statsautoriserte Translatørers Forening  Norvège
- Nederlands Genootschap van Tolken en Vertalers  Pays-Bas
- Vereniging van SIGV-Gerechtstolken en Juridisch Vertalers  Pays-Bas
- TEPIS - Polskie Towarzystwo Tlumaczy Przysieglych i Specjalistycznych  Pologne
- Association of Police and Court Interpreters  Royaume-Uni
- Cymdeithas Cyfieithwyr Cymru (Association of Welsh Translators and Interpreters)  Royaume-Uni
- Institute of Translation & Interpreting  Royaume-Uni
- The Translators Association  Royaume-Uni
- Institute of Translation Studies - Charles University  Tchéquie
- Jednota tlumočníků a překladatelů  Tchéquie
- Asociatia Traducatorilor din România  Roumanie
- Higher School of Translation and Interpretation, Lomonosov Moscow State University  Russie
- Masters of Literary Translation  Russie
- Moscow Institute of Linguistics  Russie
- Union of Translators of Russia  Russie
- Föreningen Auktoriserade Translatoren  Suède
- Sveriges Facköversättarförening  Suède
- Association suisse des traducteurs, terminologues et interprètes (ASTTI)  Suisse
- École de traduction et d'interprétation de l'Université de Genève  Suisse
- Zürcher Hochschule Winterthur  Suisse
- Çeviri Dernegi  Turquie

### Amérique latine
- Colegio de Traductores Públicos de la Ciudad de Buenos Aires  Argentine
- Asociación Argentina de Traductores e Intérpretes (AATI)  Argentine
- Círculo de Traductores Públicos del Sur (CTPS)  Argentine
- Sindicato Nacional dos Traductores (SINTRA)  Brésil
- Colegio de Traductores e Intérpretes de Chile AG	(COTICH)  Chili
- Asociación Costarricense de Traductores e Intérpretes Profesionales (ACOTIP)  Costa Rica
- Asociación Nacional de Traductores e Intérpretes Oficiales (ANTIO)  Costa Rica
- Asociación Cubana de Traductores e Intérpretes (ACTI)  Cuba
- Asociación de Traductores e Intérpretes del Ecuador (ATIEC)  Équateur
- Asociación Guatemalteca de Intérpretes y Traductores (AGIT)  Guatemala
- Asociación Panameña de traductores e Intérpretes (APTI)  Panama
- Asociación de Traductores Profesionales del Perú (ATPP)  Pérou
- Colegio de Traductores del Perú (CTP)  Pérou
- Colegio de Traductores Públicos del Uruguay (CTPU)  Uruguay
- Colegio Nacional de Traductores e Intérpretes (CONALTI)  Venezuela

### Amérique du Nord
- Conseil des traducteurs, terminologues et interprètes du Canada (CTTIC)  Canada
- Association des traducteurs et traductrices littéraires du Canada (ATTLC)  Canada
- Universidad Intercontinental, Escuela de Traducción  Mexique
- Organización Mexicana de Traductores Capítulo Occidente (OMT)  Mexique
- Monterey Institute of International Studies  États-Unis
- American Translators Association (ATA)  États-Unis
- American Literary Translators Association (ALTA)  États-Unis
- International Medical Interpreters Association (IMIA)  États-Unis

### Océanie
- Australian Institute of Interpreters and Translators (AUSIT)  Australie
- New Zealand Society of Translators and Interpreters (NZSTI)  Nouvelle-Zélande